# اختیار

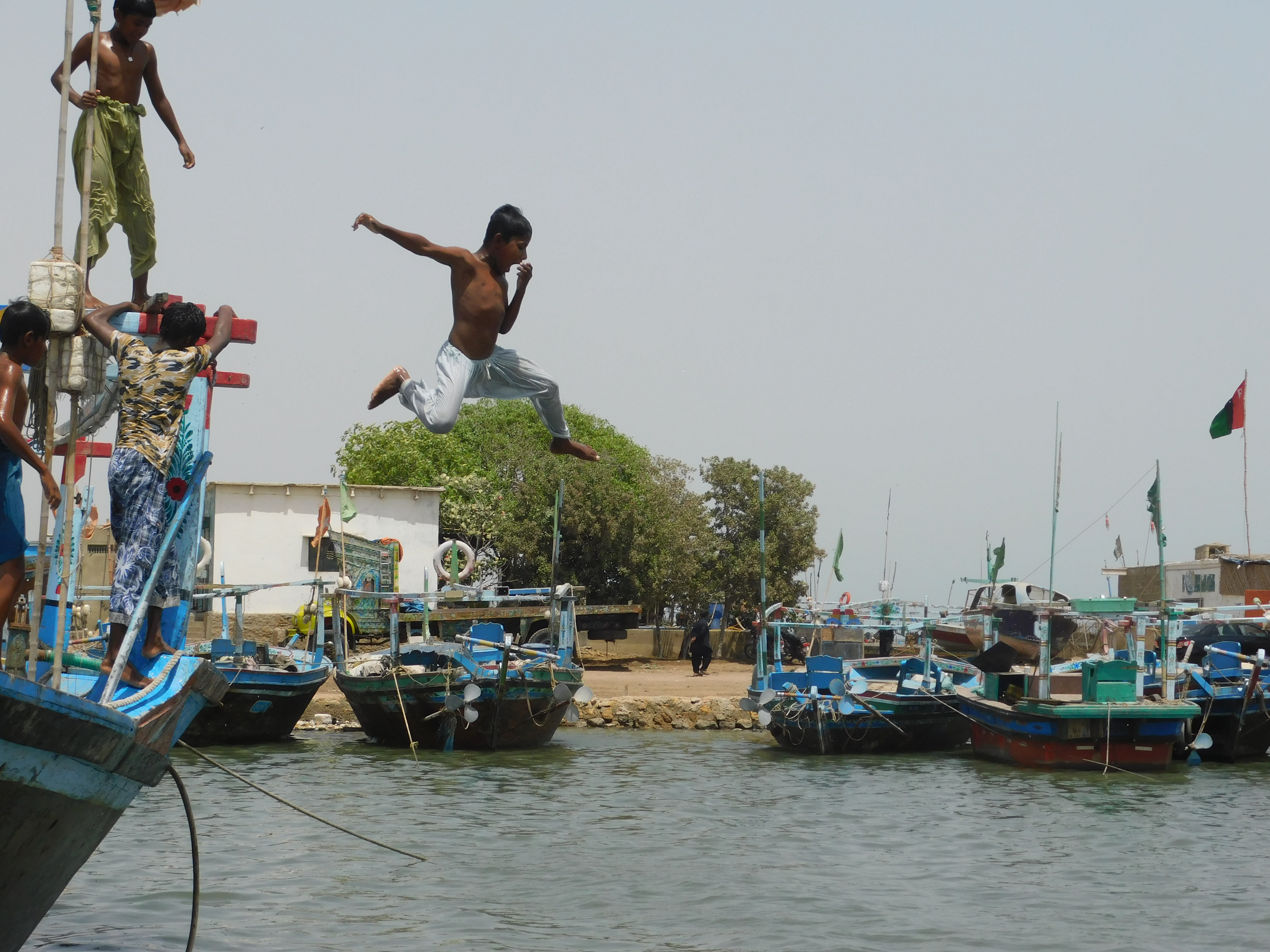
فرد در حال پرش به آب، ظاهراً از «اراده آزاد» خود استفاده می‌کند

اختیار یا ارادهٔ آزاد (یا به اشتباه آزادی اراده) (به انگلیسی: Free will)، در انسان‌ها، قدرت یا ظرفیت انتخاب بین گزینه‌ها یا عمل در موقعیت‌های خاص، مستقل از قیدهای طبیعی، اجتماعی یا الهی است.
وقتی می‌گویم «من برای چیدن آجرها بر روی میز دارای اراده هستم» منظورم این است که من قادرم در وضعیتی به‌هوش و حواس‌جمع آجرها را بردارم و روی هم بگذارم. وقتی فردی در وضعیت مستی یا خواب‌آلودگی شدید قرار دارد یا بیمار است اصطلاحاً می‌گوییم او در شرایطی است که ارادهٔ چندانی ندارد. منظورمان این است که او در چنین شرایطی، چندان توانی برای تصمیم‌گیری آگاهانه ندارد. می‌توان اراده داشتن را «تواناییِ خواستن» نیز نامید و انسان می‌تواند با اختیار خویش خود را بی اختیار کند.

## تحلیل مفهوم
1. اراده داشتن، با خواستن (اراده کردن) و با توانستن تفاوت دارد؛ مثلاً من برای جابجا کردن یک وزنهٔ ۱۵۰۰ کیلویی دارای اراده هستم اما قادر به انجام این کار نیستم. منظور از این گفته این است که من قادر به تصمیم‌گیری آگاهانه برای جابجایی وزنه هستم. (اراده داشتن) و همین‌طور قادرم از این توانایی تصمیم‌گیری آگاهانه استفاده کنم و به سمت وزنه بروم و برای جابجا کردن آن زور بزنم (اراده کردن) اما نتوانم آن را جابجا کنم. (توانستن)
2. وقتی می‌گوییم فرد برای انجام کاری دارای «اراده» است به این معنی نیست که او توانایی فراتر رفتن از قوانین فیزیک را داراست. بلکه به این معنی است که او قادر است به‌طور آگاهانه و به عنوان یک موجود فیزیکی، تحت قوانین فیزیکی در شرایط فیزیکی دست ببرد.

## مخالفان
ارادهٔ آزاد به‌وسیلهٔ کسانی که به یکی از اشکال گوناگون جبرگرایی اعتقاد دارند، انکار می‌شود. استدلال در حمایت از ارادهٔ آزاد برپایهٔ تجربهٔ سوبژکتیو آزادی، احساس گناه، مذهب و باور به مسئولیت در برابر اعمال شخصی -که علت وجود مفاهیم قانون، پاداش، مجازات و تشویق است- هستند.
در الهیات، وجود ارادهٔ آزاد باید با همه‌دانی و نیکی خدا (در اجازه‌دادن به انسان برای انتخاب بد)، و با تأیید الهی، که به نظر الهی‌دانان برای هر عمل شایسته نیاز است، به گونه‌ای آشتی داده شود. یک جنبهٔ مهم اگزیستانسیالیسم مدرن، تعبیری رادیکال، پایا و دفعتاً دردناک از انتخاب آزاد است. برای مثال ژان-پل سارتر از فردی «محکوم به آزادی» سخن می‌گوید که موقعیتش حتی ممکن است کاملاً تعیین‌شده باشد.

## فلسفه غرب
سؤالات اصلی این است که آیا ما بر فعالیت‌هایمان کنترل می‌کنیم یا خیر، و اگر این چنین است چه نوع کنترلی و به چه میزان. این سؤالات پیش از استقرار اولیه یونان پرسیده شد و برخی از فیلسوفان مدرن (به عنوان مثال، Chrysippus) از کمبود پیشرفت در تمام این قرن‌ها شکایت می‌کنند.
از سویی انسان دارای یک احساس قوی برای آزادی می‌باشد، که ما را به این باور می‌رساند که ما اراده آزاد داریم. از سوی دیگر، احساس بصری اراده آزاد می‌تواند به اشتباه گرفته شود.
مطابقت دادن شواهد بصیری که تصمیمات آگاهانه با توجه به اینکه دنیای فیزیکی می‌تواند به‌طور کامل توسط قانون فیزیکی تأثیرگذار باشد، دشوار است. درگیری بین آزادی بصری و قانون طبیعی هنگامی به‌وجود می‌آید که بسته شدن علت یا جبرگرایی فیزیکی (جبرگرایی ذاتی) مطرح شود. با بسته شدن علیت، هیچ رویدادی فیزیکی، علتی خارج از حوزه فیزیکی ندارد و با جبرگرایی فیزیکی، آینده به‌طور کامل با رویدادهای پیشین (علت و اثر) تعیین می‌شود.

### ناسازگاری
ناسازگاری موقعیتی است که در آن اراده آزاد و جبرگرایی به شکل منطقی ناسازگار است و بنابراین مسئله اصلی در مورد اینکه آیا مردم اراده آزاد دارند یا اینکه اعمالشان تعیین‌کننده است یا خیر. «جبرگرایان سخت»، مانند «هولباخ» (d'Holbach)، از جمله افراد ناسازگار هستند که جبر گرایی را می‌پذیرند و اراده آزاد را رد می‌کنند. در مقابل، «لیبرتارین متافیزیکی»، مانند توماس رید، پیتر ون Inwagen و رابرت کان، از جمله افراد ناسازگار هستند که اراده آزادانه را می‌پذیرند و جبرگرایی را انکار می‌کنند، با این دیدگاه که بودن برخی از بی نظمی‌ها درست است.

### جبرگرایی سخت
جبرگرایی را می‌توان به جبرگرایی عملی، منطقی و الهی تقسیم کرد. مطابق با هر یک از این معانی مختلف، مشکلی برای اراده آزاد وجود دارد. جبرگرایی سخت بر این ادعا است که جبرگرایی درست است و با اراده آزاد ناسازگار است، بنابراین اراده آزاد وجود ندارد. گرچه جبرگرایی سخت به‌طور کلی به جبرگرایی اساسی اشاره دارد (نگاه کنید به جبرگرایی عملی در زیر)، می‌تواند تمام اشکال جبرگرایی را که به‌طور کامل در آینده نیازمند باشد را شامل شود. اشکال مربوط به جبرگرایی عبارتند از.

### جبرگرایی عملی
این ایده که همه چیز ناشی از شرایط پیشین است و این امر غیرممکن است که هر چیز دیگری اتفاق بیفتد در شایع‌ترین شکل، جبرگرایی عملی (یا علمی)، حوادث آینده با رویدادهای گذشته و حال، همراه با قوانین طبیعت ضروری است. چنین گزیده‌ای گاهی توسط آزمایش فکر لاپلاس نشان داده می‌شود. تصور کنید یک وجود که تمام حقایق مربوط به گذشته و حال را می‌داند و همه قوانین طبیعی می‌داند، جهان را اداره می‌کنند. اگر قوانین طبیعت مشخص بود، پس چنین وجودی قادر به استفاده از این دانش برای پیش‌بینی آینده، تا کوچک‌ترین جزئیات است.

### جبرگرایی منطقی
مفهوم این است که تمام گزاره‌ها، چه در مورد گذشته، حال و چه در آینده، درست یا غلط هستند. مشکل اراده آزاد، در این زمینه، مسئله چگونگی انتخاب آزاد است، به این معناست که چیزی که در آینده انتخاب خواهد شد، در حال حاضر درست یا غلط بودنش توسط ما تعیین شده است.

### جبرگرایی الهی
ایدهٔ اینکه آینده از حال حاضر تعیین شده است، یا توسط یک خدای خالق فرماندهی می‌کند یا پیشینه آن را می‌داند. مشکل اراده آزاد در این زمینه، مسئله این است که چگونه می‌توان اقدامات ما آزادانه باشد اگر خدایی وجود داشته باشد که آن‌ها را برای ما تعیین کرده باشد، یا اگر قبلاً در زمان تعیین شده باشند.